# Bactris acanthocarpa
Bactris acanthocarpa är en enhjärtbladig växtart som beskrevs av Carl Friedrich Philipp von Martius. Bactris acanthocarpa ingår i släktet Bactris och familjen Arecaceae.

## Underarter
Arten delas in i följande underarter:
- B. a. acanthocarpa
- B. a. exscapa
- B. a. intermedia
- B. a. trailiana